# Alberschwende
Alberschwende è un comune austriaco di 3 219 abitanti nel distretto di Bregenz, nel Vorarlberg. Ha ospitato i Campionati mondiali di sci d'erba 1981.